# Phare de cap Couronne
Le phare de cap Couronne se situe au sud du petit village français de La Couronne, sur la Côte Bleue, à l'extrémité du cap Couronne.
Il balise l'entrée du golfe de Fos-sur-Mer en venant de la direction de Marseille.

## Historique

### Premier phare
Il s'agissait d'une maison-phare, construite en 1867, comportant un feu à éclipses de 20 en 20 secondes, érigé sur une tourelle carrée et corps de logis de 11,60 m de hauteur.
Le feu fut, tour à tour, un feu à éclats rouges à intervalles de 5 s en 1904, de 2,5 s en 1937 et 3 s en 1955.
Délabré, après la construction du second phare, il fut démoli en 1963.

### Phare actuel
En 1960, un nouveau phare — tour légèrement tronconique en béton armé peinte en blanc avec haut rouge — est mis en service avec un feu à éclat rouge à intervalles de 3 s (L=0,2 s ; Obs. 2,8 s). La hauteur du bâtiment est de 33 m.
Il accueille une antenne radar.
Automatisé depuis 2001, le phare ne se visite pas.